# コンスタンタン・ムーニエ
コンスタンタン・ムーニエ（Constantin Meunier、1831年4月12日 - 1905年4月4日）はベルギーの画家、彫刻家である。工場労働者などを題材にした作品を製作した。

## 略歴
エテルベークの労働者階級の家に生まれた。父親はムーニエが4歳の時に生活苦から自殺したとされる。1845年に14歳のムーニエはブリュッセル王立美術アカデミーに入学し、1848年から彫刻家のルイ・ジェオット(Louis Jehotte)に学んだ。彫刻家のシャルル・オーギュスト・フレカンのスタジオで3年間助手をした。
彫刻家としての活動を止めて、画家として活動を行い、宗教的な主題の作品や農民戦争などの歴史画も描いた。1880年代にスペインなどを旅した後、鉱夫や工場労働者を多く描くようになり、1880年代になって、再び彫刻の製作を始めた。1886年以降は彫刻家としての活動が主になり、広く知られるようになった 。1896年にパリの展覧会でも大きな成功を収め、ジョルジュ・ミンヌと並んで、ベルギーを代表する彫刻家とされる。
1868年にシャルル・ド・グルー(Charles de Groux: 1825-1870)やフェリシアン・ロップス(1833-1898)らと、ブリュッセルに自由美術協会(Société Libre des Beaux-Arts)を設立した。1887年から1896年の間はルーヴェンの美術学校の教授を務めた。
イクセルで亡くなった。1936年にブリュッセルのムーニエのスタジオは州政府に買い上げられ、ムーニエ美術館(Constantin Meunier Museum)として1939年から一般公開された。
甥のアンリ・ムーニエ(Henri Meunier:1873-1922)はアール・ヌーヴォーのイラストレーターとして知られている。

## 作品

### 絵画
- 農民戦争
- 「坑夫の立坑への入坑」(1882)
- 「船からの荷下ろし」
- 圧搾機を操作する男

### 彫刻
- 「坑夫」
- 「種播く人」
- 休息する鋳造労働者
- 港湾労働者